# Équipe de France de basket-ball en 1932
L'Équipe de France de basket-ball en 1932.

## Les matches
| Date          | Lieu   | Adversaire | Score   | Compétition | Meilleurs marqueurs (France) |
| 5 mars 1932   | Genève | Suisse     | V 39-19 | A           | -                            |
| 10 avril 1932 | Paris  | Belgique   | V 52-18 | A           | -                            |
| 15 mai 1932   | Paris  | Portugal   | V 52-33 | A           |                              |

D : défaite, V : victoire
A : Amical

## L'équipe
- Sélectionneur :
- Assistants :

| Poste | Joueur             | Nombre matchs | Nombre points | Club(s) 1932               |
| -     | Marc Burnel        | 3             | -             | CS Plaisance               |
| -     | Roger Burnel       | 3             | -             | CS Plaisance               |
| -     | Fernand Desruelles | 1             | -             | Saint-Hippolyte            |
| -     | Marcel Exquis      | 1             | -             | Cercle des Nageurs de Lyon |
| -     | Henri Hell         | 2             | -             | AS Montrouge               |
| -     | Étienne Onimus     | 2             | -             | CAUFA Reims                |
| -     | Antoine Rudler     | 2             | -             | FA Mulhouse                |
| -     | Francis Rudler     | 1             | -             | FA Mulhouse                |
| -     | Amédée Sabourdy    | 3             | -             | AS Montrouge               |

## Sources et références
- CD-rom : 1926-2003 Tous les matchs des équipes de France édité par la FFBB.